# Pavol Farkaš
Pavol Farkaš (Vráble, 27 marzo 1985) è un calciatore slovacco, difensore del Dolné Obdokovce.

## Carriera

### Club

#### Gli inizi in patria e il passaggio in Romania col Vaslui
Cresce calcisticamente nelle giovanili del Nitra, la stagione successiva viene mandato in prestito al Veľký Lapáš per poi ritornare nel club in cui è nato dove milita per due stagioni e mezza prima di passare ai connazionali dell'Artmedia dove riesce anche a mettere a segno una rete nella fase di qualificazioni della Champions League 2008-2009 e riuscendo a vincere un campionato e una Coppa di Slovacchia prima di passare nel mercato di gennaio ai rumeni del Vaslui. In tre stagioni e mezza diviene uno dei punti fissi della difesa giallo-verde conquistando nell'annata 2009-2010 sia campionato che coppa giocando spesso in Europa tra Champions ed Europa League, lascia la squadra di Vaslui dopo un totale tra campionato e coppe di 78 presenze e 2 reti.

#### In Italia con Chievo e Ternana
Nell'estate 2012 si svincola dalla società rumena e firma un contratto triennale con il ChievoVerona. Debutta ufficialmente con i clivensi all'ottava giornata di campionato entrando all'82' minuto di gioco al posto di Andreolli. Durante la stagione non riesce a ritagliarsi il giusto spazio raccogliendo solo 5 presenze di cui 3 da titolare e così, il 16 luglio 2013 passa alla Ternana con la formula del prestito con diritto di riscatto della metà del cartellino a giugno 2014, con controopzione a favore della società veneta. Realizza la prima rete al debutto in Coppa Italia contro il Lecce. In campionato debutta da titolare, la prima giornata nella gara vinta 1-0 contro il Carpi e durante la terza giornata ad Avellino subisce una frattura allo zigomo dopo uno scontro involontario col suo portiere Alberto Brignoli. Realizza la prima rete in campionato alla decima giornata contro il Novara, portando il risultato sul 5-0 finale. Conclude la stagione rossoverde con 31 presenze e una rete realizzata; non venendo riscattato facendo così ritorno a Verona.

### Nazionale
Ha esordito con la Nazionale slovacca nel 2006, ottenendo la successiva presenze quando era sotto contratto con la Ternana,nel 2013 contro Gibilterra, e nel 2014 contro il Montenegro e la Russia in quest'ultima occasione rimanendo in panchina.

## Statistiche

### Presenze e reti nei club
Statistiche aggiornate al 10 aprile 2017.
| Stagione        | Squadra         | Campionato      | Campionato | Campionato | Coppe nazionali | Coppe nazionali | Coppe nazionali | Coppe continentali | Coppe continentali | Coppe continentali | Altre coppe | Altre coppe | Altre coppe | Totale | Totale |
| Stagione        | Squadra         | Comp            | Pres       | Reti       | Comp            | Pres            | Reti            | Comp               | Pres               | Reti               | Comp        | Pres        | Reti        | Pres   | Reti   |
| --------------- | --------------- | --------------- | ---------- | ---------- | --------------- | --------------- | --------------- | ------------------ | ------------------ | ------------------ | ----------- | ----------- | ----------- | ------ | ------ |
| 2005-2006       | Nitra           | 1L              | 25         | 0          | CS              | 6               | 0               | -                  | -                  | -                  | -           | -           | -           | 31     | 0      |
| 2006-2007       | Nitra           | 1L              | 31         | 2          | CS              | 1               | 0               | CU                 | 4                  | 0                  | -           | -           | -           | 35     | 0      |
| 2007-gen.2008   | Nitra           | 1L              | 3          | 0          | CS              | 0               | 0               | -                  | -                  | -                  | -           | -           | -           | 3      | 0      |
| gen.- giu.2008  | Artmedia        | 1L              | 17         | 0          | CS              | 4               | 0               | CU                 | 4                  | 0                  | -           | -           | -           | 25     | 0      |
| 2008 -gen.2009  | Artmedia        | 1L              | 14         | 0          | CS              | 1               | 0               | UCL                | 5                  | 1                  | SS          | 0           | 0           | 20     | 1      |
| Totale Artmedia | Totale Artmedia | Totale Artmedia | 31         | 0          |                 | 5               | 0               |                    | 9                  | 1                  |             | 0           | 0           | 41     | 1      |
| gen.- giu.2009  | Vaslui          | Liga I          | 16         | 2          | CR              | 2               | 0               | -                  | -                  | -                  | -           | -           | -           | 16     | 2      |
| 2009-2010       | Vaslui          | Liga I          | 14         | 0          | CR              | 2               | 0               | UEL                | 2                  | 0                  | -           | -           | -           | 18     | 0      |
| 2010-2011       | Vaslui          | Liga I          | 10         | 0          | CR              | 0               | 0               | UEL                | 1                  | 0                  | -           | -           | -           | 11     | 0      |
| 2011-2012       | Vaslui          | Liga I          | 19         | 0          | CR              | 3               | 0               | UCL+UEL            | 2+8                | 0+0                | -           | -           | -           | 32     | 0      |
| Totale Vaslui   | Totale Vaslui   | Totale Vaslui   | 59         | 2          |                 | 7               | 0               |                    | 13                 | 0                  |             | -           | -           | 78     | 2      |
| 2012-2013       | Chievo          | A               | 4          | 0          | CI              | 2               | 0               | -                  | -                  |                    | -           | -           | -           | 6      | 0      |
| 2013-2014       | Ternana         | B               | 28         | 1          | CI              | 1               | 1               | -                  | -                  | -                  | -           | -           | -           | 29     | 2      |
| 2014-2015       | Qabala          | PL              | 15         | 2          | AK              | 1               | 1               | UEL                | 0                  | 0                  | -           | -           | -           | 16     | 3      |
| 2015-2016       | Skoda Xanthī    | SL              | 6          | 0          | CG              | 2               | 0               | -                  | -                  | -                  | -           | -           | -           | 8      | 0      |
| 2016-2017       | Larissa         | SL              | 27         | 1          | CG              | 1               | 0               | -                  | -                  | -                  | -           | -           | -           | 28     | 1      |
| 2017-mar. 2018  | Larissa         | SL              | 8          | 0          | KE              | 1               | 0               | -                  | -                  | -                  | -           | -           | -           | 9      | 0      |
| Totale Larissa  | Totale Larissa  | Totale Larissa  | 35         | 1          |                 | 2               | 0               |                    | -                  | -                  |             | -           | -           | 37     | 1      |
| mar.-giu. 2018  | Nitra           | SL              | 6          | 1          | CS              | -               | -               | -                  | -                  | -                  | -           | -           | -           | 6      | 1      |
| 2018-2019       | Nitra           | SL              | 28         | 2          | CS              | 4               | 0               | -                  | -                  | -                  | -           | -           | -           | 32     | 2      |
| 2019-2020       | Nitra           | SL              | 18         | 0          | CS              | 4               | 0               | -                  | -                  | -                  | -           | -           | -           | 22     | 0      |
| Totale Nitra    | Totale Nitra    | Totale Nitra    | 111        | 5          |                 | 15              | 0               |                    | 4                  | 0                  |             | -           | -           | 130    | 5      |
| Totale Carriera | Totale Carriera | Totale Carriera | 289        | 11         |                 | 35              | 2               |                    | 26                 | 1                  |             | 0           | 0           | 350    | 14     |

### Cronologia presenze e reti in Nazionale
| Cronologia completa delle presenze e delle reti in nazionale ― Slovacchia | Cronologia completa delle presenze e delle reti in nazionale ― Slovacchia | Cronologia completa delle presenze e delle reti in nazionale ― Slovacchia | Cronologia completa delle presenze e delle reti in nazionale ― Slovacchia | Cronologia completa delle presenze e delle reti in nazionale ― Slovacchia | Cronologia completa delle presenze e delle reti in nazionale ― Slovacchia | Cronologia completa delle presenze e delle reti in nazionale ― Slovacchia | Cronologia completa delle presenze e delle reti in nazionale ― Slovacchia |
| Data                                                                      | Città                                                                     | In casa                                                                   | Risultato                                                                 | Ospiti                                                                    | Competizione                                                              | Reti                                                                      | Note                                                                      |
| ------------------------------------------------------------------------- | ------------------------------------------------------------------------- | ------------------------------------------------------------------------- | ------------------------------------------------------------------------- | ------------------------------------------------------------------------- | ------------------------------------------------------------------------- | ------------------------------------------------------------------------- | ------------------------------------------------------------------------- |
| 10-12-2006                                                                | Abu Dhabi                                                                 | Emirati Arabi Uniti                                                       | 3 – 1                                                                     | Slovacchia                                                                | Amichevole                                                                | -                                                                         | 46’                                                                       |
| 19-11-2013                                                                | Faro                                                                      | Gibilterra                                                                | 0 – 0                                                                     | Slovacchia                                                                | Amichevole                                                                | -                                                                         |                                                                           |
| 23-5-2014                                                                 | Senec                                                                     | Slovacchia                                                                | 2 – 0                                                                     | Montenegro                                                                | Amichevole                                                                | -                                                                         | 90’                                                                       |
| Totale                                                                    |                                                                           | Presenze                                                                  | 3                                                                         |                                                                           | Reti                                                                      | 0                                                                         |                                                                           |

## Palmarès
- Campionato slovacco: 1

Artmedia Petržalka: 2007-2008
- Coppe di Slovacchia: 1

Artmedia Petržalka: 2007-2008
- Campionato rumeno: 1

Vaslui: 2009-2010
- Coppa di Romania: 1

Vaslui: 2009-2010